# Португальська готика
Португальська готика — стиль та період у розвитку готичної архітектури в Португалії. У політичному відношенні це був період звільнення від панування маврів на Піренейському півострові. В Португалії Реконкіста пройшла та закінчилася раніше, ніж в Іспанії. В XII — XIII століттях на звільнених землях розгорнулося інтенсивне церковне будівництво. Романський стиль, що передував готиці, розвивався головним чином під впливом французьких чернечих орденів, особливо цистерціанського. 
Одним з ранніх значних творів готики в Португалії вважається цистерціанський Алкобаський монастир (1190-1220). Собор цей перебудований в XVII — XVIII століттях, і його колишній зовнішній вигляд, мабуть, спотворений. Потім, при королі Дініші I, будівництво в традиціях готики тривало. Це був період розквіту культури в Португалії. У 1383 припиняє існування бургундська династія, починається вторгнення Кастилії. У 1385 в битві при Алжубарроті португальці здобули перемогу, на честь якої побудовано Батальський монастир. Це теж один з найзначніших творів португальської готики. Автори — Домінгіш і Уге. 
На відміну від творів іспанської готики, в португальських соборах помітний більший просторовий розмах в інтер'єрах. Але в той же час, в зовнішніх фасадах собори не відрізняються підкресленим вертикалізмом, а залишаються приосадкуватими, як і іспанські. В культурі цих сусідніх країн багато спільного.

## Галерея

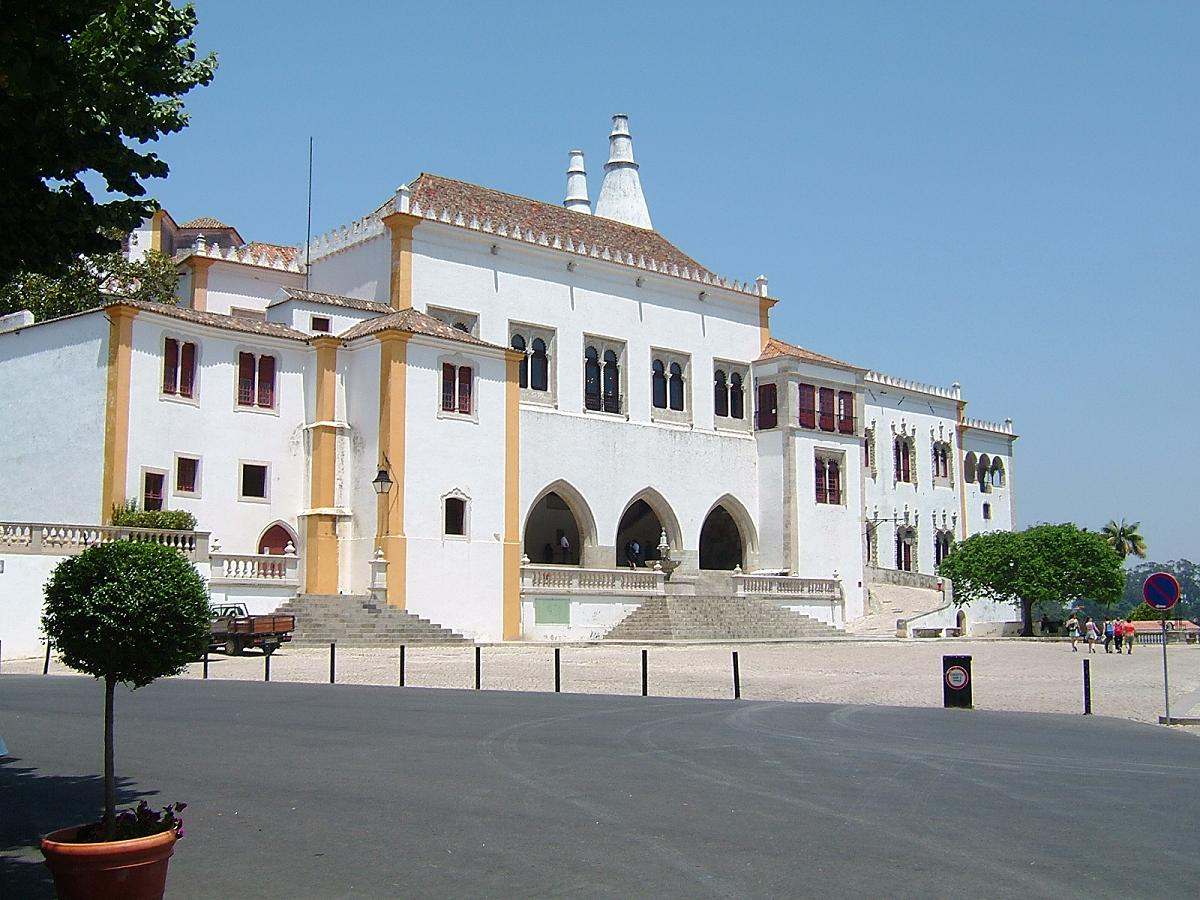
Палац Сінтра (XV век).
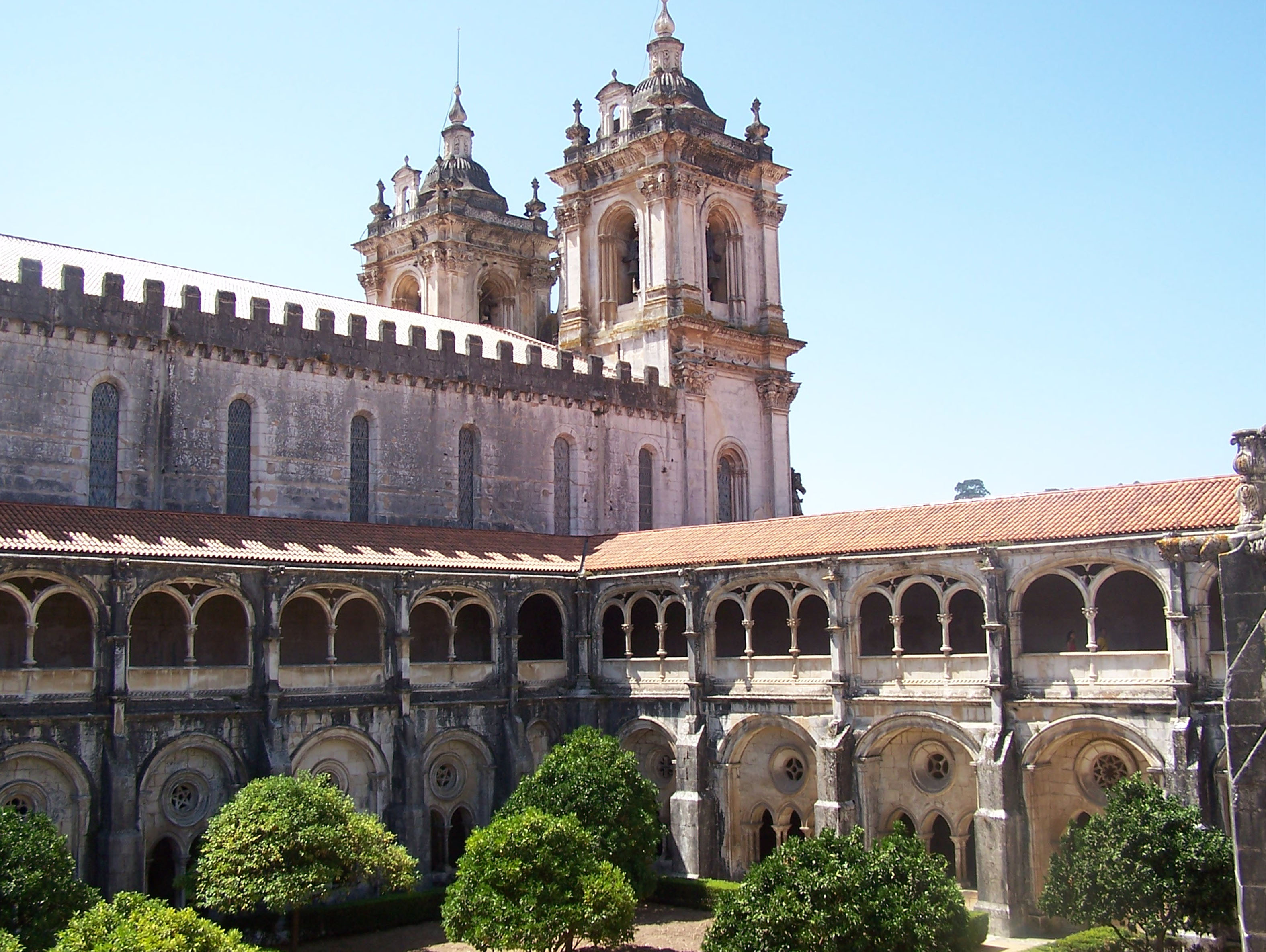
Алкобаський монастир
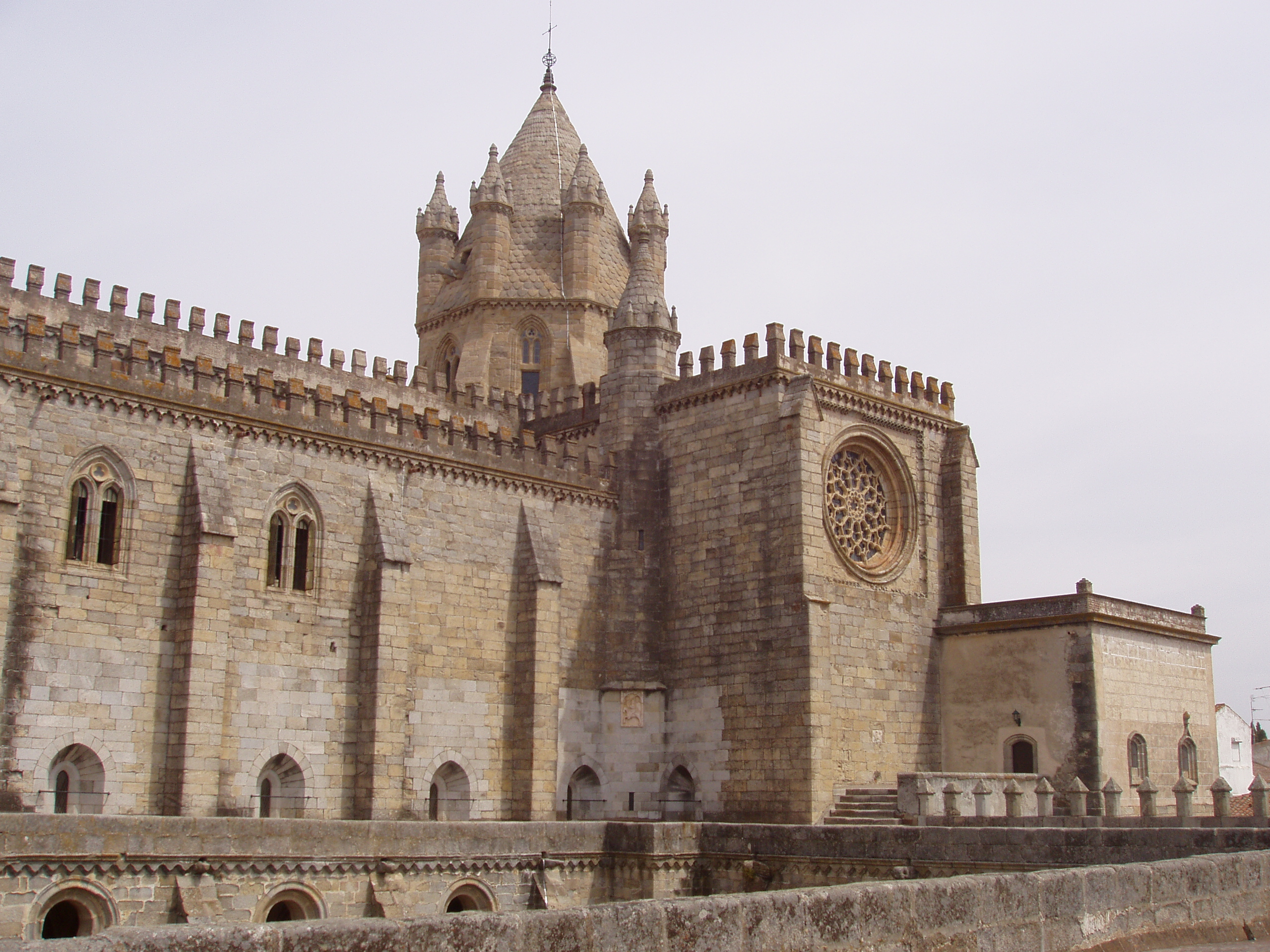
Еворський собор
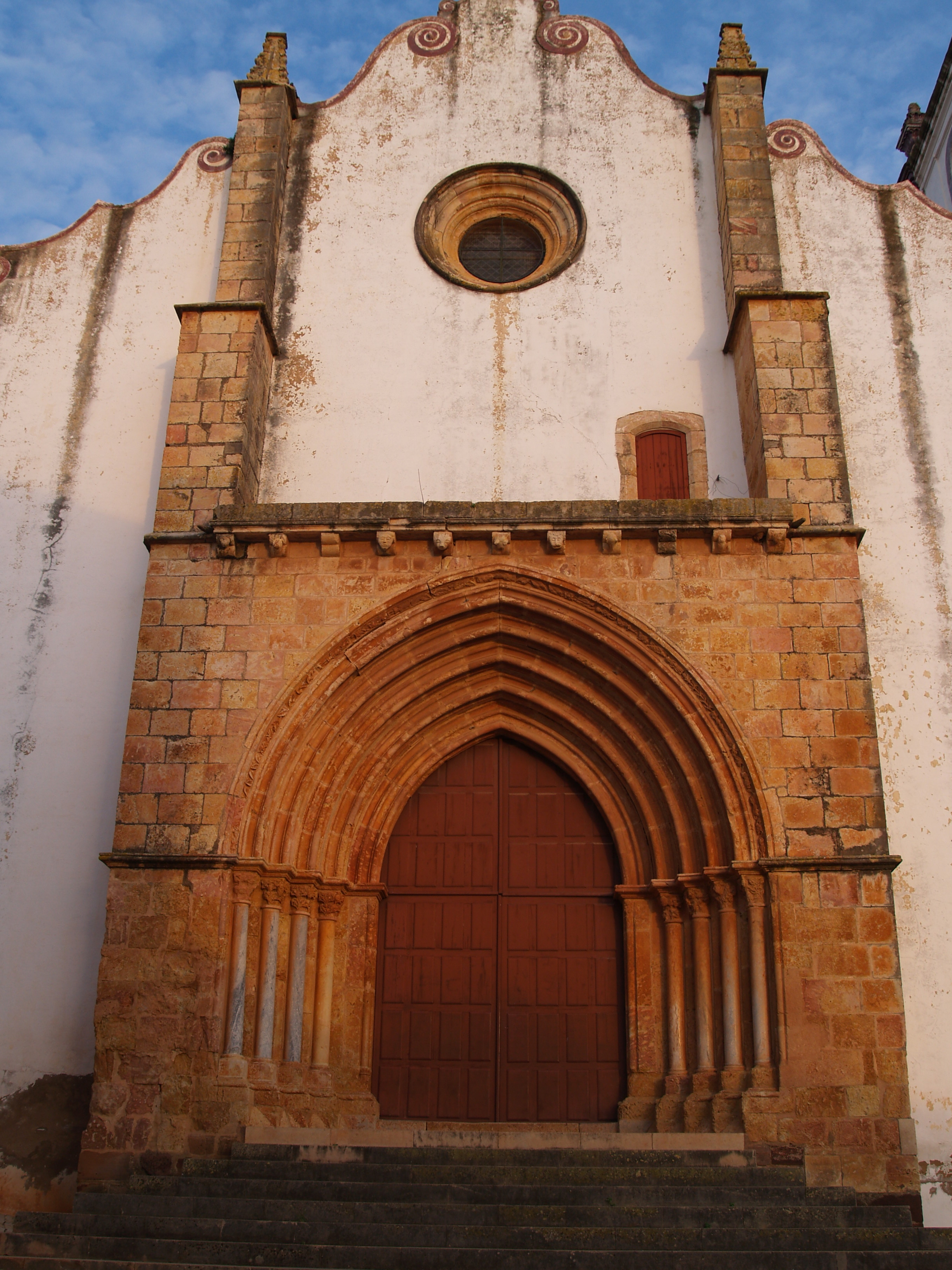
Фасад кафедрального собору, Сілвеш
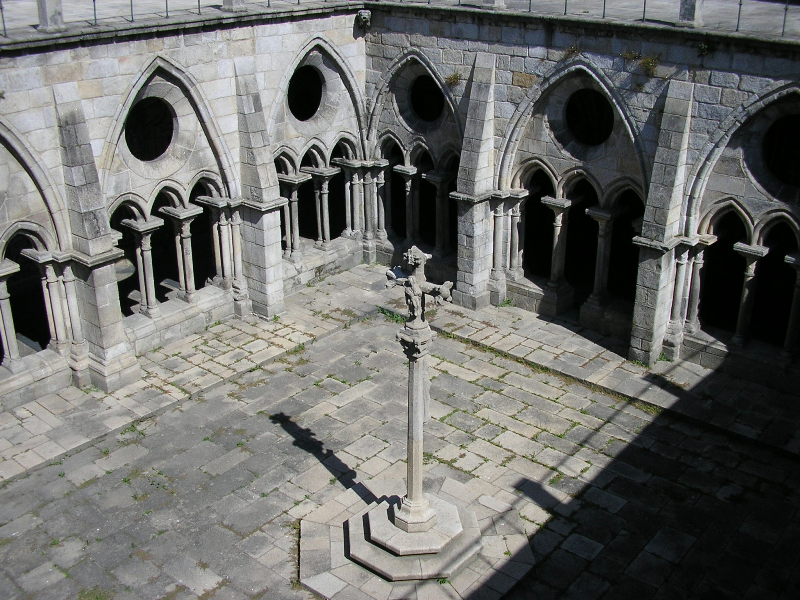
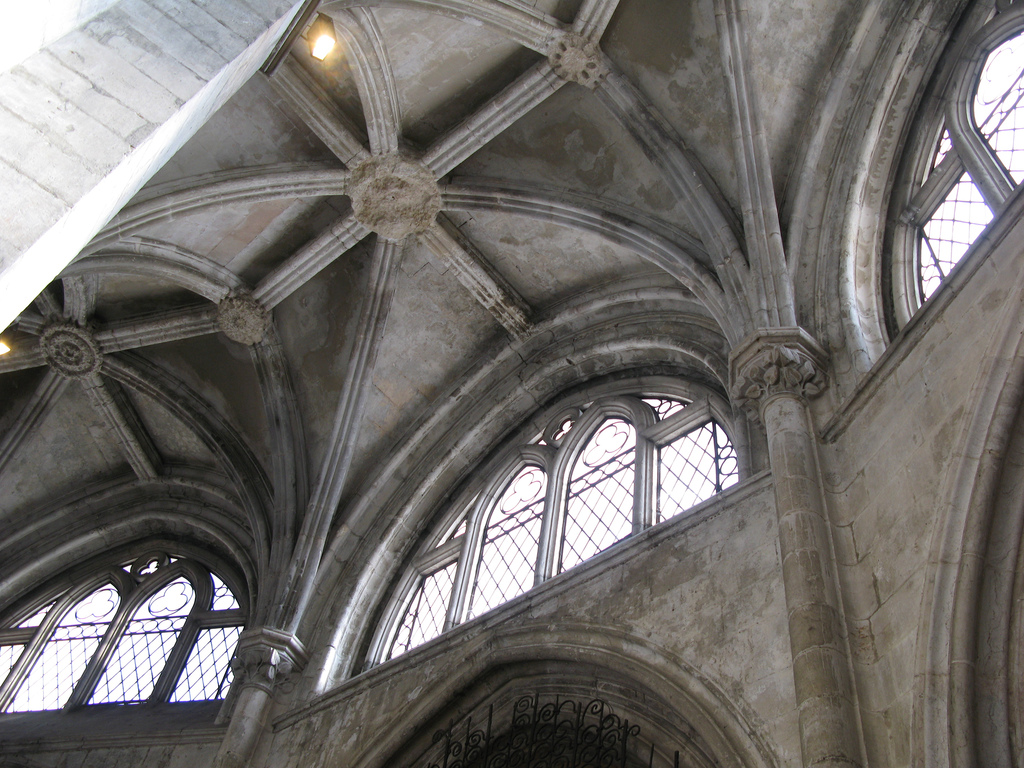
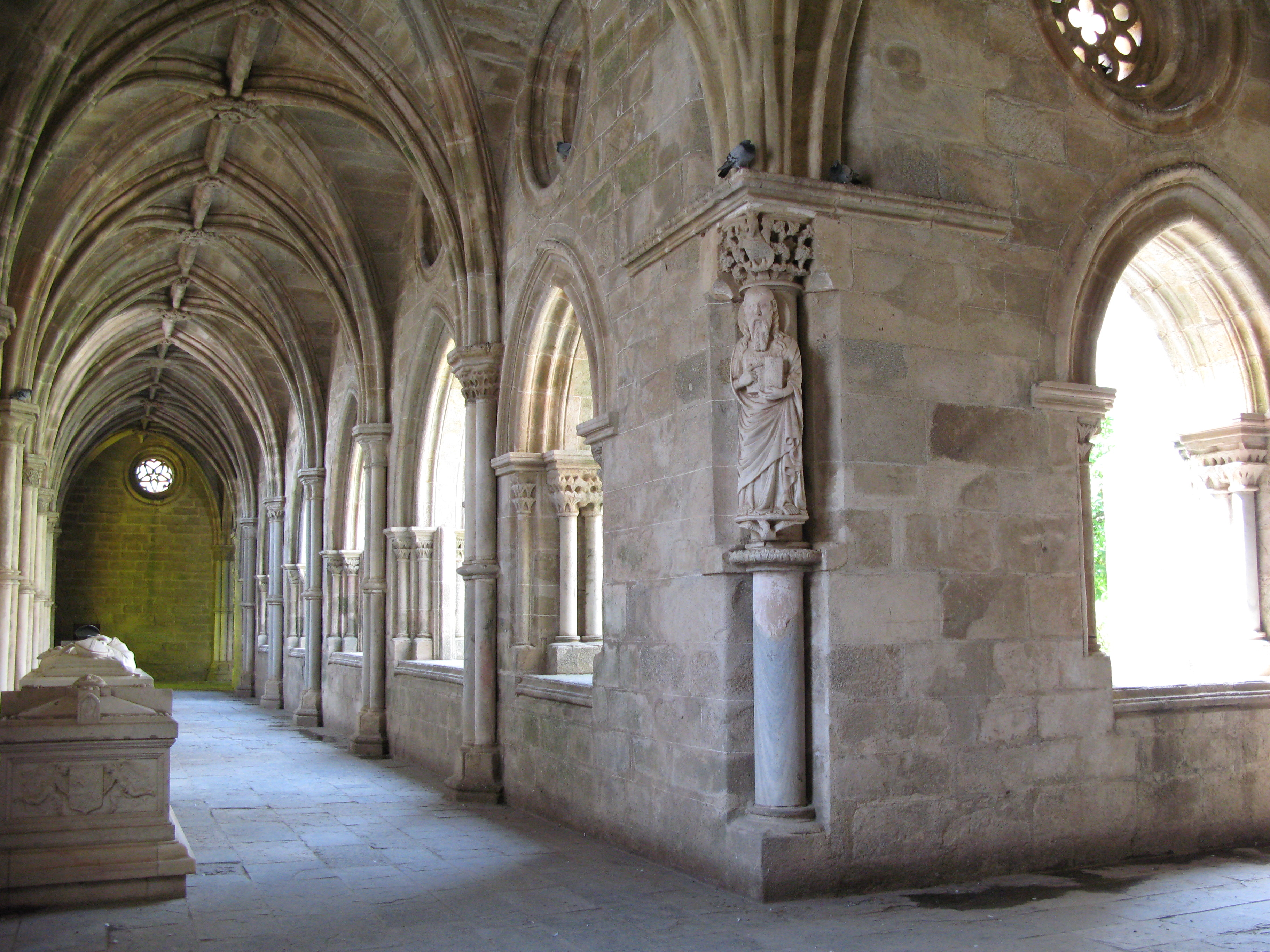
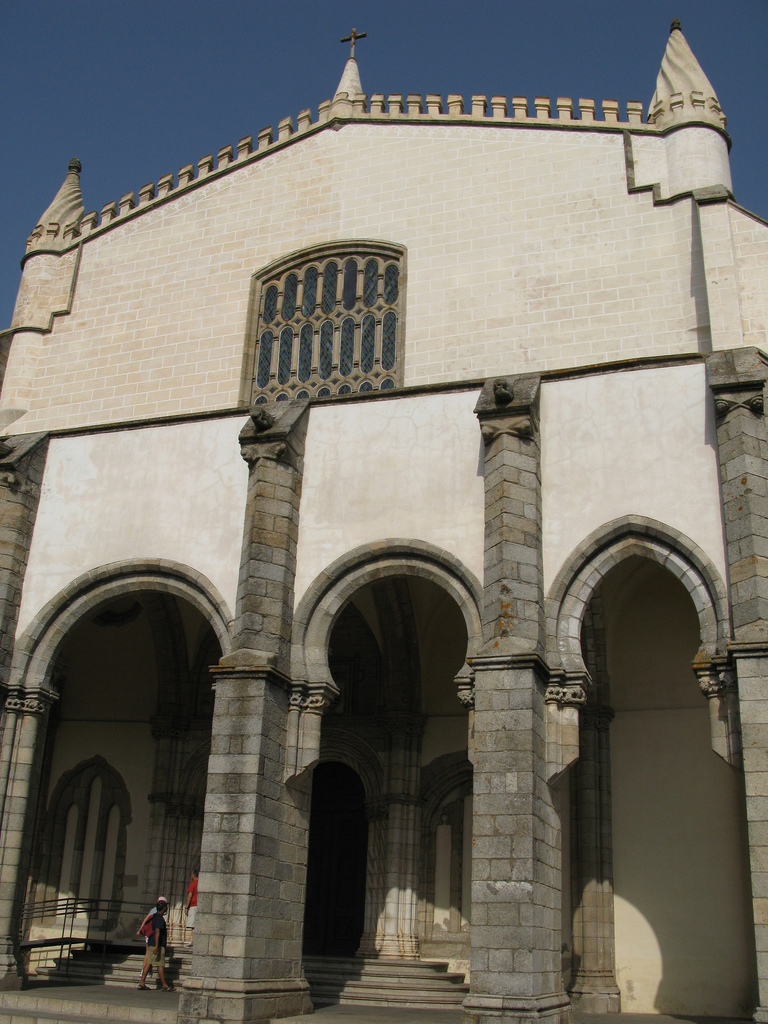
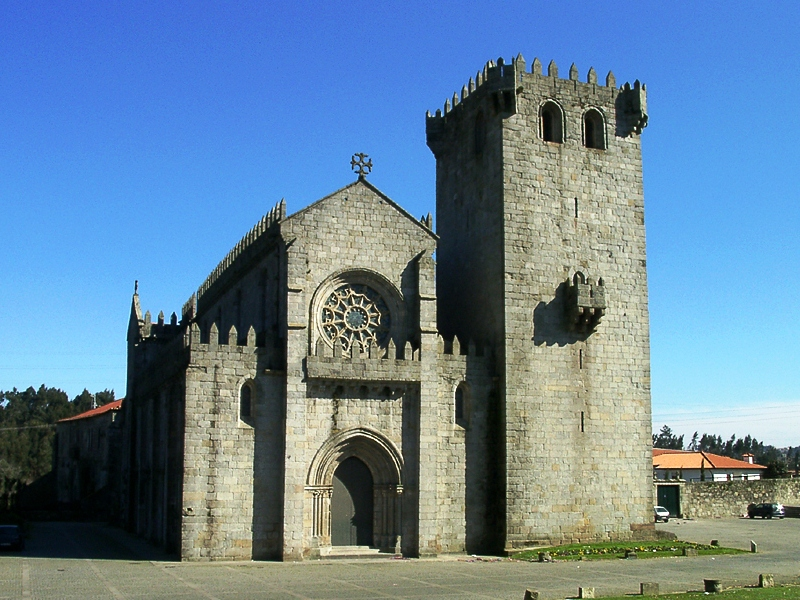
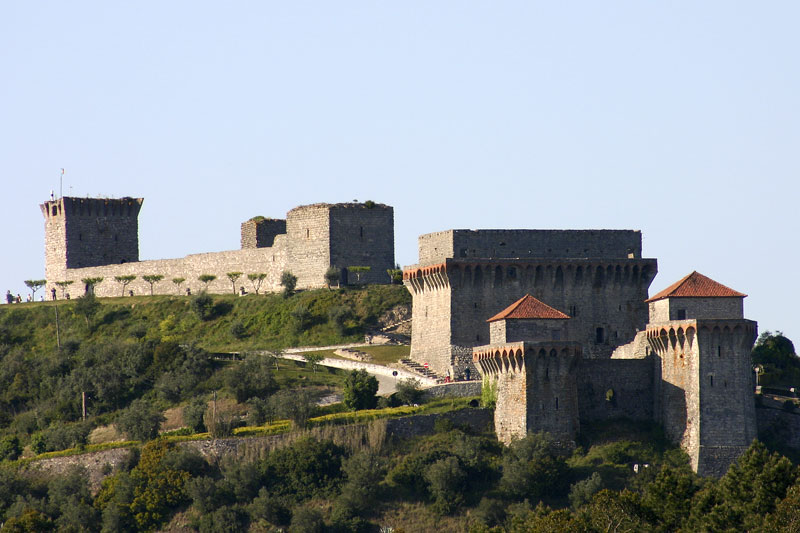
Фортеця в Оурені
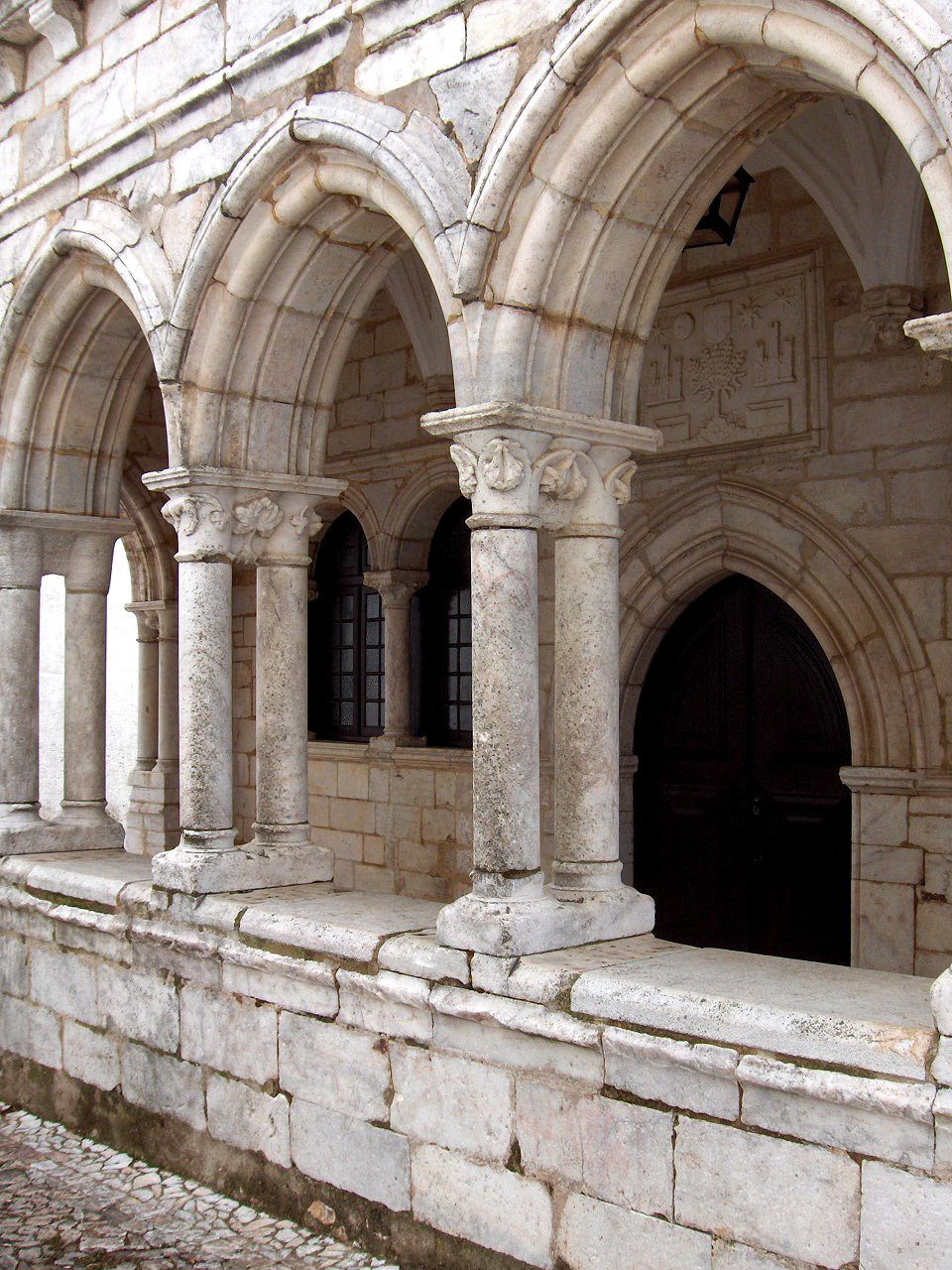
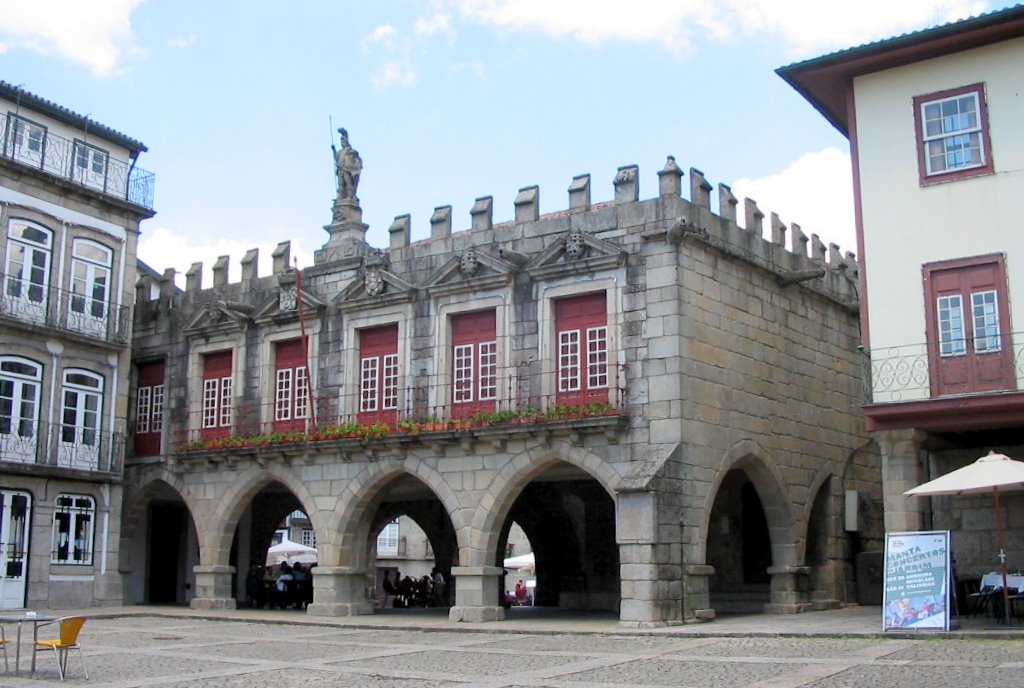
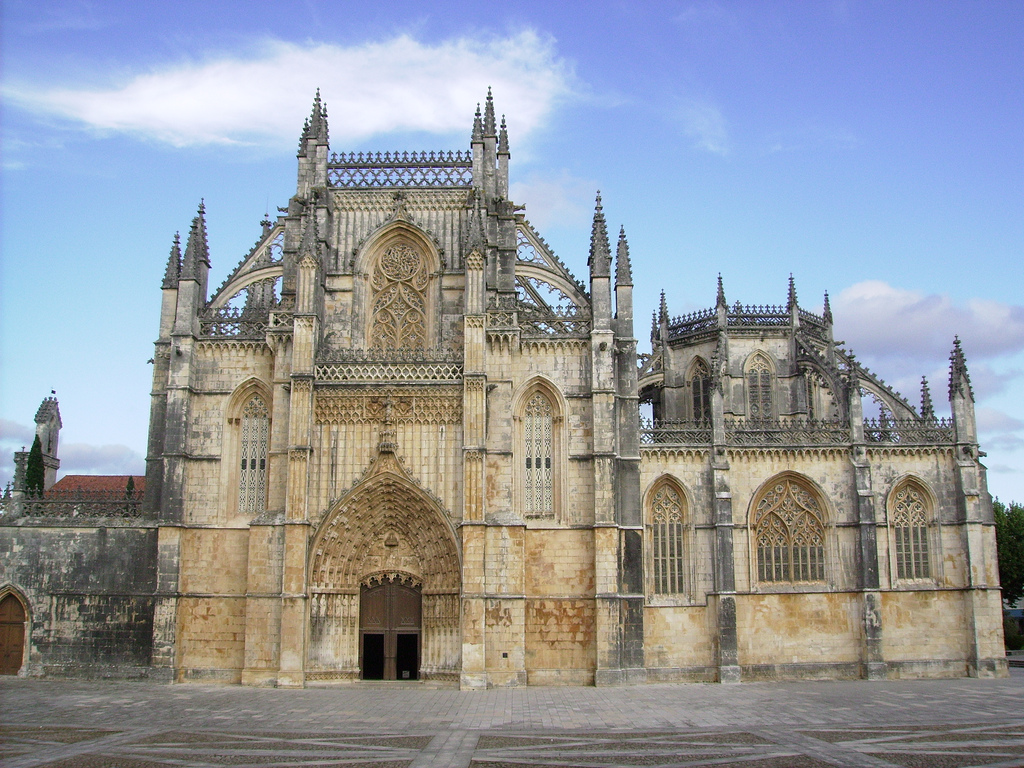
Батальський монастир
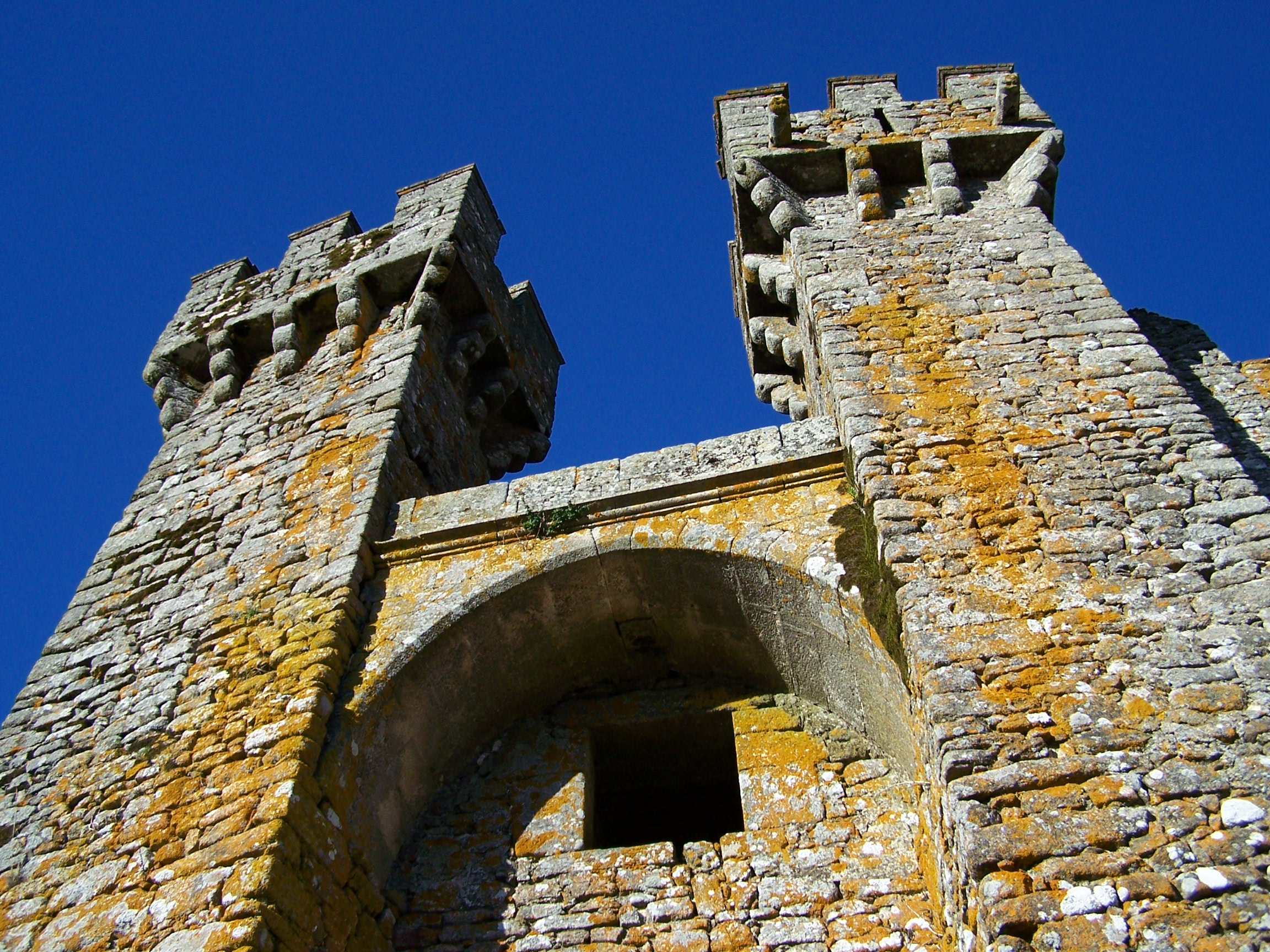
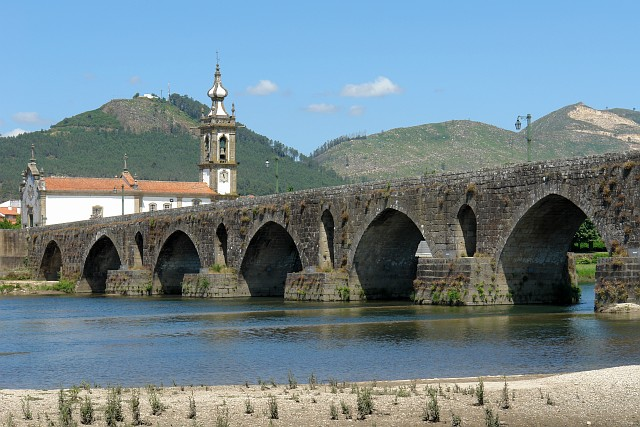
Понте-де-Ліма
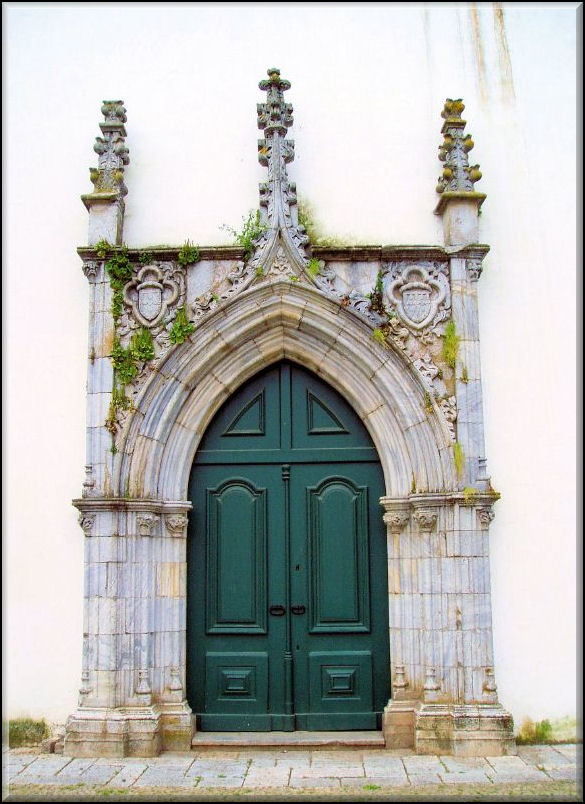
Готичний портал